# Markentreue

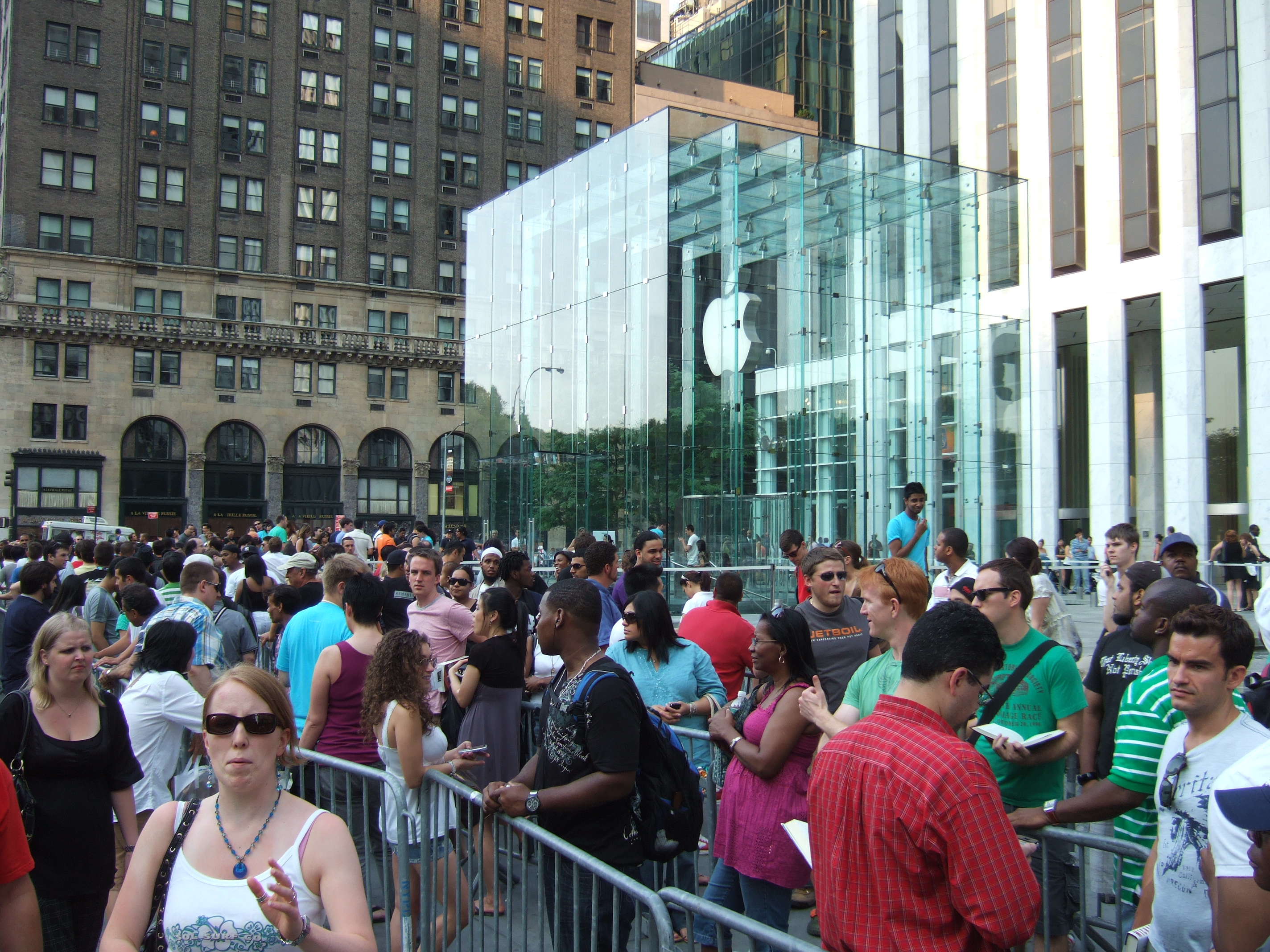
Eine Menschenschlange vor einem Apple Store in New York City am Tag der Veröffentlichung des iPhone 3G. Apple gilt als Unternehmen mit einer sehr treuen Anhängerschaft.

Als Markentreue (englisch brand loyalty) wird das Kaufverhalten von Verbrauchern bezeichnet, die bei ihren Kaufentscheidungen dazu neigen, diese zu Gunsten einer bestimmten Marke oder eines bestimmten Markenartikels zu treffen und dabei vergleichbare Substitutionsgüter vernachlässigen.

## Allgemeines
Das Kaufverhalten von Verbrauchern umfasst das Informationsverhalten, aus dem der Informationsbedarf resultiert, bis hin zur Kaufentscheidung, die sowohl die zu erwerbenden Produkte und Dienstleistungen als auch die Entscheidung für ein bestimmtes Produkt und/oder einen bestimmten Verkäufer beinhaltet. Dabei werden Erfahrungen, Wertungen und Eigenschaften von einem ganz konkreten Produkt auf andere Produkte einer Marke übertragen. Markentreue ist damit eine Folge von Markenvertrauen und Markenbewusstsein. Markentreue ist das „Verhältnis der Kaufhäufigkeit einer bestimmten Marke gegenüber der Kaufhäufigkeit aller Marken (...)“.
Ersichtlich setzte sich erstmals im Jahre 1923 Melvin T. Copeland mit dem wiederholten Kauf von Marken auseinander, wobei er von „Markenbeharrlichkeit“ (englisch brand insistance) sprach. Das Marketing wandte sich seitdem tendenziell von einzelnen Transaktionen ab und widmete sich zunehmend der langfristigen Kundenorientierung im Rahmen einer Geschäftsbeziehung.

## Wirtschaftliche Aspekte
Die wichtigsten Formen der Kundentreue sind Ladentreue, Markentreue und Produkttreue. Markenpräferenzen bewirken Markentreue und verhindern einen Markenwechsel. Ziel eines Markenartikels ist es, Präferenzen aufzubauen. Markentreue kann deshalb auf Präferenzen des Verbrauchers zurückzuführen sein wie örtliche (Laden mit Markenartikeln befindet sich in der Nähe des Wohnorts des Kunden), persönliche (Laden bietet Fachberatung), sachliche (Laden hat bestimmte Markenartikel stets vorrätig) oder zeitliche Präferenzen (Öffnungszeiten, hindernisfreie Kontaktstrecken).
Die Markentreue ist eng mit der habitualisierten Kaufentscheidung verbunden. Als Effekte der Marken- und Ladentreue ergeben sich hier unter anderem eine reduzierte Informationssuche und Widerstand gegen andere Marken oder Läden. Empirische Beobachtungen zeigen, dass ausgesprochen markentreue Konsumenten nicht unbedingt gleichzeitig auch ladentreu sind. Eher neigen sie zum Ladenwechsel und zur Indifferenz gegenüber mehreren Handelsgeschäften, soweit jedenfalls ihre Markentreue auf Herstellermarken gerichtet ist.
Als vollkommen markentreu wird ein Käufer bezeichnet, der bei einem bestimmten Produkt ausschließlich zu einer einzigen Marke greift (siehe auch Monoloyalität). Als vollkommen markenuntreu gilt ein Käufer, wenn er ständig die Marke wechselt.

## Produkttreue
Eng verwandt mit der Markentreue ist die Produkttreue. Hierbei handelt es sich um den wiederholten Kauf des gleichen Produkts oder der gleichen Dienstleistung. Der Käufer besitzt eine Treuebindung an ein bestimmtes  Produkt, das er vor anderen Substitutionsgütern präferiert. Produkt- und Markentreue können zusammenfallen, müssen es jedoch nicht.

## Marketingstrategien
Hersteller und Vertriebsorganisationen nutzen das Phänomen der Markentreue durch eine breite, produktgruppenübergreifende Verwendung bestimmter Markenbegriffe zur Steigerung des Absatzes und Bekanntheitsgrades. Oft wird die Firma oder eine zuvor besonders bekannte Einzelmarke aus dem Sortiment zur Leitmarke ausgewählt und bestimmt die Marketingstrategie des Unternehmens. Markentreue kann aber auch künstlich erzeugt werden, wenn das Angebot von Substitutionsprodukten soweit reduziert wird, dass ein umfassendes übergreifendes Angebot nur noch von der Hausmarke des Unternehmens abgedeckt wird. Diese Tendenz ist insbesondere im Lebensmitteleinzelhandel der Filialketten zu beobachten (beispielsweise bei Rewe mit der Handelsmarke „Ja“), wobei das Merkmal der Überall-Erhältlichkeit eine Rolle spielt. Mangels alternativer Anbieter kann der Verbraucher dadurch in direkte Markenabhängigkeit gebracht werden.
Kennzahlen für Markentreue wurden von der modernen Marketingwissenschaft in großer Zahl in der Loyalitätsforschung entwickelt und werden in der Marktforschung benutzt:
- Anteil der am häufigsten gekauften Marke am gesamten Kaufvolumen,
- (euklidischer) Abstand zum völlig markenuntreuen Käufer (je weiter vom untreuen Käufer entfernt, desto markentreuer),
- Guadagni-Little-Index,
- Herfindahl-Index (Markentreue als Konzentration) oder
- Trade-off zwischen Risikoaversion und Abwechslungsappetenz.

Besonders auf Märkten mit starkem Wettbewerb kann der Aufbau eines markentreuen Kundenstamms die einzige Möglichkeit sein, Marktanteile zu halten. Dazu dienen Rabatte und andere Anreize für Vielkäufer wie beim Vielfliegerprogramm. Die Markentreue ist auch ein wichtiger Einflussfaktor für den Markenwert.